# Гаррисберг (Иллинойс)
Гаррисберг (англ. Harrisburg, МФА /hærɪsbɜrɡ/ или /hɛərzbərɡ/) — окружной центр округа Салин, штата Иллинойс, США. Расположен примерно в 92 км (57 миль) к юго-западу от Эвансвилла, Индиана, в 179 км (111 миль) к юго-востоку от Сент-Луиса, Миссури. Находится на пересечении шоссе № 45 и трасс Illinois-13, Illinois-34 и Illinois-145. Из-за местоположения, Гаррисберг иногда называют «Воротами в Национальный лес Шоуни».
В 2010 году население города составило 9017 человек, а вместе с тауншипом — 10790 человек. Пик численности населения пришёлся на 1930-е годы, когда оно достигло 16 тыс. человек. Это был один из самых густонаселённых районов штата за пределами Чикагской агломерации. С тех пор в городе наблюдается экономический спад вследствие снижения спроса на уголь с высоким содержанием серы, удалённости от железной дороги New York Central и частых наводнений, затапливающих значительную площадь вокруг города, осложняя освоение и рост этих территорий.

## История
Ранее места, где сейчас расположен Гаррисберг были заселены племенами, говорящими на алгонкинских языках, в том числе Шауни и Пианкашо, которые жили в густых лесах внутри страны. Незадолго до прибытия белых поселенцев, племя Пианкашо было вытеснено более агрессивными Шауни. Первые европейские поселенцы, преимущественно из Франции, начали осваивать Иллинойс ещё с 1690-х годов, расселяясь в основном вдоль реки Миссисипи. Англоговорящие поселенцы стали прибывать сюда лишь около 1790 года. Европейцы смогли мирно и плодотворно взаимодействовать друг с другом, а также с индейцами этих земель. Однако, распространявшееся английское право игнорировало все предыдущие права коренных народов Америки, посягательства на которые привели к конфликту между индейцами и поселенцами.
Гаррисберг зародился в нескольких милях к югу от места слияния дорог Гошен и Шоунитаун-Каскаска, служившими одними из первых торговых путей в стране. До англо-американской войны, большая часть населения округа Салин проживала в каютах сгруппированных вокруг блокгаузов, чтобы защищаться от нападения индейцев и диких животных, среди которых были медведи и дикие кошки. Так как новые переселенцы продолжали прибывать, возникла необходимость в создании постоянных поселений, первое из которых появилось в 1814 году. К 1840 году число поселенцев уже превысило число коренных американцев, а к 1845 году была практически истреблена популяция медведей барибалов.
Гаррисберг основан в начале второй промышленной революции, вскоре после создания округа Салин в 1847 году, выделенного из части округа Галлатин. Город был назван именем Джеймса Александра Гарриса, построившего в 1820 году здесь свой дом и высадившем кукурузное поле в районе нынешней городской площади.
В 1852 году Гаррис вместе с Джоном Панки, Джеймсом Янделлом и Джоном Каином пожертвовали часть своих земель специальной комиссии Баптистской церкви, собравшейся после жалоб о необходимости создания нового окружного центра. Тогда им был Роли. Дорог в округе в то время ещё не было и многие жители Кэрриер-Милс и Стонфорта во время путешествия в северные поселения — Роли, Галатию и Эльдорадо, заблудились. Новым местом окружного центра стал 18-метровый песчаный холм с видом на реку Салин и долину под названием «Остров Крузо». Несмотря на дефицит дубовых деревьев и труднопроходимые заросли орешника, это место было удобным, так как находилось в самом центре округа. В 1853 году Гаррисберг стал деревней и занимал площадь в 20 акров (81 тыс. м²), а в 1859 году он получил статус окружного центра.
В период с 1860 по 1865 года, когда в ходе гражданской войны стал недоступен хлопок, Гаррисберг был одним из немногих городов, где продолжали работать шерстяные заводы. В результате этого он стал одним из промышленных центров на юге Иллинойса. Кроме того, в Гаррисберге находилось множество мельниц. В 1872 году завершилось строительство железной дороги «Cairo and Vincennes Railroad», которое возглавляли Эмброуз Эверетт Бернсайд и участник гражданской войны, генерал Грин Берри Раум, живший в то время в Гаррисберге.
В 1896 году у южного конца главной улицы Роберт Кинг открыл кирпичный завод, способный производить 15 тыс. кирпичей каждые 10 часов. The Barnes Lumber Company в 1899 году запустила здесь свою лесопилку, а в 1904 году она вышла на полную мощность, производя весь ассортимент пиломатериалов и в настоящее время является старейшим действующим заводом города.
Во время эпохи реконструкции Юга экономические условия сделали нецелесообразным выращивание хлопка и табака, коммерчески выгодными стали зерновые и молочные хозяйства, лесовосстановление и добыча угля. В 1889 году население города составило 1500 человек.

## Демография
По данным переписи населения США 2010 года, в черте города проживают 9017 человек. Из 8765 человек, принадлежащих к одной расе, 7983 (88,5 %) были белыми, 589 (6,5 %) — афроамериканцы, 45 — коренные американцы, 74 — азиаты, 8 — коренные жители Гавайских островов или других островов Тихого океана, и 66 человек других рас. Испаноязычного населения было 209 (2,3 %) человек. Существовали 4193 единиц жилья, из которых 3753 (89,5 %) были заняты и 440 (10,5 %) свободны.

## География и климат
По данным Бюро переписи населения США общая площадь города 16,57 км² (6,4 миль²), из которых 16 км² (6,2 миль²) суши. Центр города, а также Доррисвилл и Гаскинс-Сити стоят на вершине песчаного холма, возвышаясь на 103 м над уровнем моря[37], рядом с долиной реки Салин (37°44′02″ с. ш. 88°32′45″ з. д.). Раньше река была большей частью судоходной, её использовали первые поселенцы для транспортировки соли. Каждую весну река вызывала паводки и затопления значительных территорий, а мероприятия по осушке её территорий приводили к серьёзным наводнениям.

### Климат
Гаррисберг находится на границе между влажным континентальным климатом и влажным субтропическим климатом, здесь нет ни гор ни крупных водоёмов способных смягчить климат. На регион влияют и холодный арктический воздух, и горячий, влажный тропический воздух из Мексиканского залива. Самая высокая средняя температура зафиксирована в июле — 20 °C (89 °F), а самая низкая средняя температура — -6° С (22 °F) в январе. Тем не менее летняя температура часто может превышать 42° С, а зимняя — опускаться до -17 °C. Среднемесячное количество осадков около 130 мм. С ноября по апрель осадки часто в виде снега, в среднем 180 мм в месяц. Самая высокая температура 45 °C (113 °F) зафиксирована 13 июля 1936 года, а самая низкая температура -31,0 °C (-23,0 °F) была зафиксирована 2 февраля 1951 года.
| Показатель                            | Янв. | Фев.  | Март  | Апр. | Май  | Июнь | Июль | Авг. | Сен. | Окт. | Нояб. | Дек.  | Год   |
| ------------------------------------- | ---- | ----- | ----- | ---- | ---- | ---- | ---- | ---- | ---- | ---- | ----- | ----- | ----- |
| Абсолютный максимум, °C               | 25,6 | 26,7  | 34,4  | 35,6 | 37,8 | 41,1 | 45   | 43,9 | 42,8 | 36,7 | 30,6  | 25,6  | 45    |
| Средний суточный максимум, °C         | 6,3  | 8,4   | 14,6  | 20,8 | 26   | 30,7 | 32,8 | 32,2 | 28,8 | 22,4 | 14,6  | 7,9   | 20,4  |
| Средняя температура, °C               | 1,2  | 2,9   | 8,5   | 14,3 | 19,4 | 24,2 | 26,2 | 25,4 | 21,6 | 15,1 | 8,6   | 2,9   | 14,2  |
| Средний суточный минимум, °C          | −4   | −2,6  | 2,4   | 7,7  | 12,8 | 17,6 | 19,5 | 18,6 | 14,4 | 7,8  | 2,6   | −2,1  | 7,9   |
| Абсолютный минимум, °C                | −30  | −30,6 | −22,2 | −5,6 | −1,7 | 4,4  | 7,2  | 6,1  | −2,8 | −7,8 | −19,4 | −23,9 | −30,6 |
| Норма осадков, мм                     | 93   | 74    | 112   | 108  | 112  | 100  | 91   | 90   | 80   | 80   | 88    | 91    | 1119  |
| Источник: Averages for Harrisburg, IL |      |       |       |      |      |      |      |      |      |      |       |       |       |

## Правительство и городские службы
Гаррисберг имеет статус окружного центра и управляется городским советом из четырёх основных членов во главе с мэром.
В Гаррисберге работает департамент полиции, при котором также находится департамент шерифа с 13-ю офицерами. Также на постоянном дежурстве находятся 7 членов пожарной охраны и 15 специалистов call-центра. Департамент пожарной охраны располагает медицинским центром, тремя пожарными машинами, спасательным грузовиком, грузовиком 4x4 и автоцистерной на 9000 литров.
В городе функционирует своя система водоснабжения, которая включает водонапорный бак объёмом 22 тыс. м³. Водоочистные сооружения позволяют перекачивать 15 тыс. м³ воды ежесуточно, хотя в среднем город потребляет около 10 тыс. м³.

## Образование
В образовательных целях городскому сообществу служит Unit School District 3, в состав которого входят две начальные школы, средняя школа и средняя школа со старшими классами. В школах города учатся более 2300 учеников, из них 1300 учатся в начальных школах Ист-Сайд и Вест-Сайд. Malan Junior High School была единственной средней школой до 2005 года, когда завершилось строительство ещё одной школы на 300 учеников. Для дошкольников функционируют семь детских садов.
К востоку от границы города на территории в 60 га находится кампус Колледжа юго-восточного Иллинойса, предлагающий 2-летнюю программу обучения. Колледж основан в 1960 году, здесь учатся более 2000 студентов.